# أبو منجل رصاصي
أبو منجل الرصاصيّ (Theristicus caerulescens) هو طائر من جنس Theristicus والذي ينتمي إلى فصيلة أبو منجليات، ويوجد في الأراضي العشبية والسافانا والحقول والمستنقعات في وسط أمريكا الجنوبية، جنوب ووسط البرازيل وشرق وشمال بوليفيا وباراغواي والأوروغواي وشمال الأرجنتين. ويمكن ملاحظتها بكل سهولة بما أن لونها يختلف عن ألوان الطبيعة. ويمتاز باللون الرمادي والبقعة الموجودة على الجبهة، أما الساقان فهما حمراوتا اللون، وعلى عكس طيور أبو منجل الأخرى فإنها طيور أنانية لا تحبذ التعايش الاجتماعي، فلا تجدها في مجموعات أو أزواج إلا مرات قليلة.